# Joseph Linke
Joseph Linke (né le 8 juin 1783 à Trachenberg dans la principauté de Trachenberg et mort le 26 mars 1837  à Vienne) est un violoncelliste et compositeur autrichien.

## Biographie
Linke a commencé sa carrière musicale comme choriste à Breslau. En juin 1808, il est venu à Vienne et est devenu un membre du célèbre quatuor à cordes d'Ignaz Schuppanzigh, où il a servi jusqu'à sa dissolution en 1814. En même temps, il a également appartenu au cercle des amis de Ludwig van Beethoven, qui a composé de nombreuses œuvres pour Linke, en particulier les sonates, opus 102 pour violoncelle et piano, no 4 et no 5, qui sont dédiées à la comtesse Maria von Erdödy.
En 1818, il est devenu violoncelliste solo dans l'orchestre du Theater an der Wien. En 1823 Schuppanzigh de retour de Russie, a pris Linke dans son quatuor nouvellement reconstitué, qui a créé pour tous les derniers quatuors de Beethoven.
En 1828, avec le pianiste Carl Maria von Bocklet et Ignaz Schuppanzigh, il a créé les trios avec piano no 1 et no 2 de Franz Schubert.

## Source de la traduction
- (de) Cet article est partiellement ou en totalité issu de l’article de Wikipédia en allemand intitulé « Joseph Linke » (voir la liste des auteurs).